# Franciszek Patek
Franciszek Ksawery Patek, herbu Prawdzic (ur. 1792 w Polichnie, zm. 4 października 1844) – podpułkownik Wojska Polskiego, uczestnik kampanii napoleońskich, w czasie powstania listopadowego dowódca 1 Pułku Strzelców Konnych, dwukrotnie odznaczony orderem Virtuti Militari.

## Życiorys
Urodził się w rodzinie drobnoszlacheckiej. Był synem Joachima Patka, chorążego wojsk litewskich i Justyny z domu Lasockiej, prawdopodobnie bratem przyrodnim Antoniego, twórcy słynnej zegarmistrzowskiej firmy Patek Philippe.
W 1808 rozpoczął służbę wojskową w 2 Pułku Ułanów Księstwa Warszawskiego i razem z nim walczył w wojnie 1809 roku przeciwko Austrii. W 1810 podjął pracę urzędnika wojskowego przy  Dyrekcji Generalnej Popisów Wojska. Trzy lata później, na początku 1813 trafił do 9 Pułku Ułanów, z którym w tym samym roku bronił Gdańska, a po jego upadku dostał się do niewoli rosyjskiej.
Po powrocie z niewoli, w stopniu kapitana podjął służbę w 3 Pułku Strzelców Konnych w armii nowo powstałego Królestwa Polskiego. W 1819 został przeniesiony do 1 Pułku Strzelców Konnych. W tejże jednostce zastał go wybuch powstania listopadowego (29/30 listopada 1830). Razem z 1 psk wziął udział m.in. w bitwach pod Stoczkiem i pod Grochowem. W lutym 1831 awansował na stopień majora, a na początku czerwca tegoż roku został dowódcą swego pułku, po śmierci poprzedniego dowódcy, płk Karola Chmielewskiego (10 maja 1831). Skutkiem objęcia dowództwa pułku był kolejny rychły awans, na podpułkownika (lipiec 1831). Dowodząc jednostką brał udział w bitwach pod Zbuczynem, Paprotnią oraz w walkach w obronie Warszawy.
Po klęsce powstania, w październiku 1831, wraz z ostatnim wodzem naczelnym generałem Maciejem Rybińskim, przekroczył granicę z Królestwem Prus, gdzie został internowany w twierdzy w Tczewie. Do Królestwa Kongresowego wrócił w marcu 1832.
Franciszek Patek zamieszkiwał w osadzie Ryś (obecnie powiat wieruszowski).

## Życie prywatne
W 1823 poślubił Paulinę Czartkowską (1801-1875), córkę Wincentego (zm. 1869), właściciela Krąkowa, naddzierżawcy Brodni, komisarza obwodowego w Warcie oraz Koninie, i Józefy z Niemojowskich (zm. 1848). Razem z żoną i córką Walentyną (zm. 1911) mieszkał w Kaliszu, przy ulicy Babinej. Franciszek Patek zmarł 4 października 1844. Został pochowany w Kaliszu, na tamtejszym Cmentarzu Miejskim. Jego nagrobek zachował się do dziś.

## Awanse
- 1808 – sierżant,
- 1810 – porucznik-adiutant,
- 1815 – kapitan,
- luty 1831 – major,
- wrzesień 1831 – podpułkownik.

## Odznaczenia
- 5 marca 1831 – Krzyż Złoty Virtuti Militari[3][c],
- 15 września 1831 – Krzyż Kawalerski Virtuti Militari.